# 亚指数分布
亚指数分布（英語：Hypoexponential distribution），是概率论中的一种连续分布，也被称为广义爱尔朗分布。在很多相同的领域都发现了它和爱尔朗分布的身影，如排队理论、电信流量工程以及其他随机过程。由于指数分布的变异系数为1，而它的变异系数小于1，因而称为亚指数分布。同时，变异系数大于1的分布称为超指数分布。